# Jardin du Pré-Catelan
Pour les articles homonymes, voir Pré Catelan.

Le jardin du Pré-Catelan est un parc botanique du bois de Boulogne à Paris qui se trouve dans la zone du Pré Catelan.

## Histoire

### Origine du nom et croix Catelan

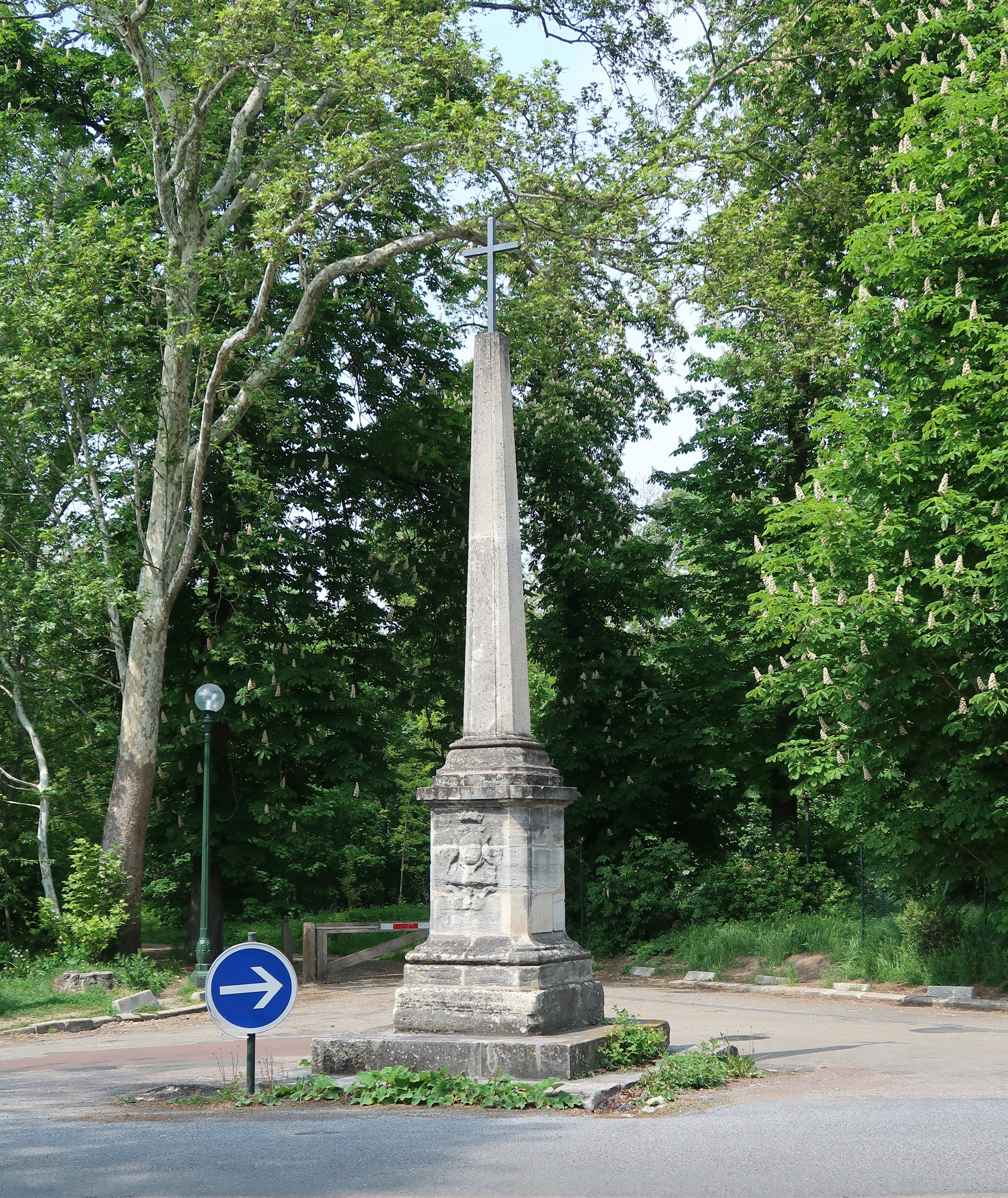
La croix du Pré-Catelan.

Selon une légende, le nom du Pré-Catelan proviendrait d'un troubadour nommé Arnault Catelan, qui serait mort en 1312 alors qu'il apportait au roi Philippe le Bel des cadeaux de la part de Béatrice de Savoie,, épouse du comte de Provence (une autre source parle de « Bérengère de Provence »),. 
Le roi aurait en effet souhaité divertir sa cour et aurait demandé à la dame de lui envoyer ce célèbre troubadour, qui transportait avec lui un coffret. Séjournant dans son manoir de Passy, Philippe lui délègue alors une escorte, afin de lui permettre de traverser la forêt (actuel bois de Boulogne) en sécurité. Mais les soldats, imaginant que le coffret contient des objets précieux, tuent le troubadour. En réalité il n'y a dans la boîte que des parfums et des élixirs. Les soldats les ayant utilisés sont ainsi démasqués et finissent sur le bûcher. Le roi aurait ensuite fait construire une croix sur le lieu du massacre en mémoire de Catelan, sur l'actuel carrefour de la Croix-Catelan. À la fin du XIXe siècle, il aurait été encore possible de distinguer les armes de la Provence sur son socle. 
En réalité, il est plus vraisemblable que ce nom de lieu rappelle la mémoire de Théophile de Catelan de Sablionnières, capitaine des chasses du château de Madrid et du bois de Boulogne sous Louis XIV et résidant du château de la Muette. La « croix Catelan » aurait donc été édifiée en souvenir de ce personnage. De fait, à l'époque, on installait des croix sur les grands carrefours de la forêt dédiées à des personnes liées à son histoire. Le 14 juillet 1790, toutes furent détruites, sauf celles-ci.

### Depuis leXIXesiècle
Entre 1853 et 1858, on extrait autour de cet endroit des pierres et du sable afin de paver les allées du nouveau bois de Boulogne, au sein duquel il est compris. Ces travaux ont lieu dans le cadre des transformations de Paris sous le Second Empire. Une fois les carrières de 4 hectares fermées, en 1858, le lieu est transformé en parc d'attraction pour adultes par Nestor Roqueplan. Ce lieu festif de 8 hectares dispose d'un jardin paysager dessiné par Gabriel Davioud et Jean-Pierre Barillet-Deschamps. Il comprenait une salle de concert, un buffet, une brasserie, un aquarium, un théâtre de magie ou encore un cabinet de photographie. Les promeneurs viennent notamment boire du lait frais produit sur place, faire du vélocipède ou des tours de manège. Le Théâtre des fleurs, un amphithéâtre de 1800 places, comporte des loges cerclées de fleurs et d'arbustes. En 1861, le concessionnaire du parc fait faillite et la ville de Paris le reprend. L'activité du parc prend fin avec la guerre de 1870 et les affrontements de la Commune, moment où il est dévasté, seul le jardin subsistant. L'ancienne laiterie a par la suite été reconvertie en chalet de nécessité.

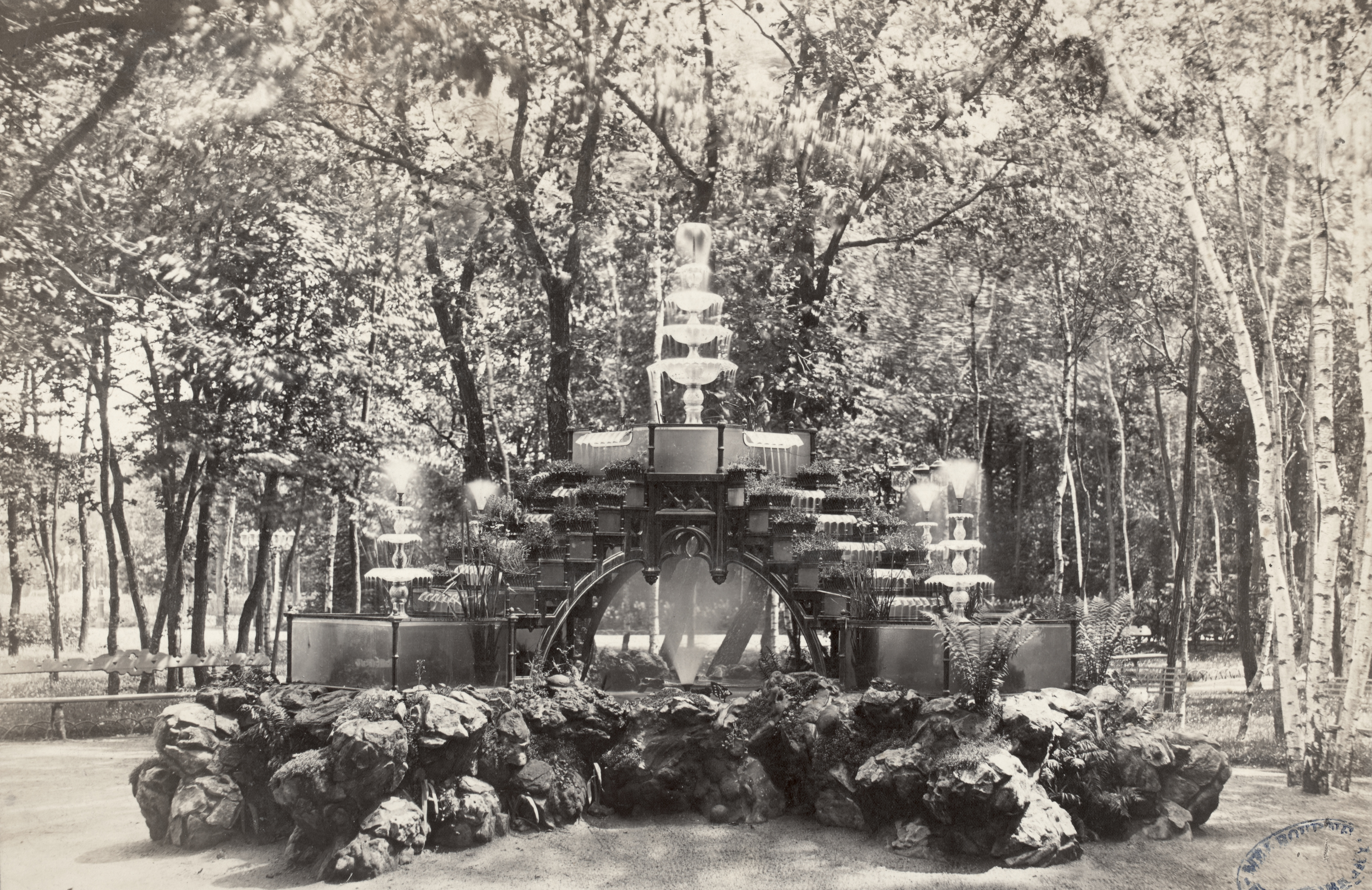
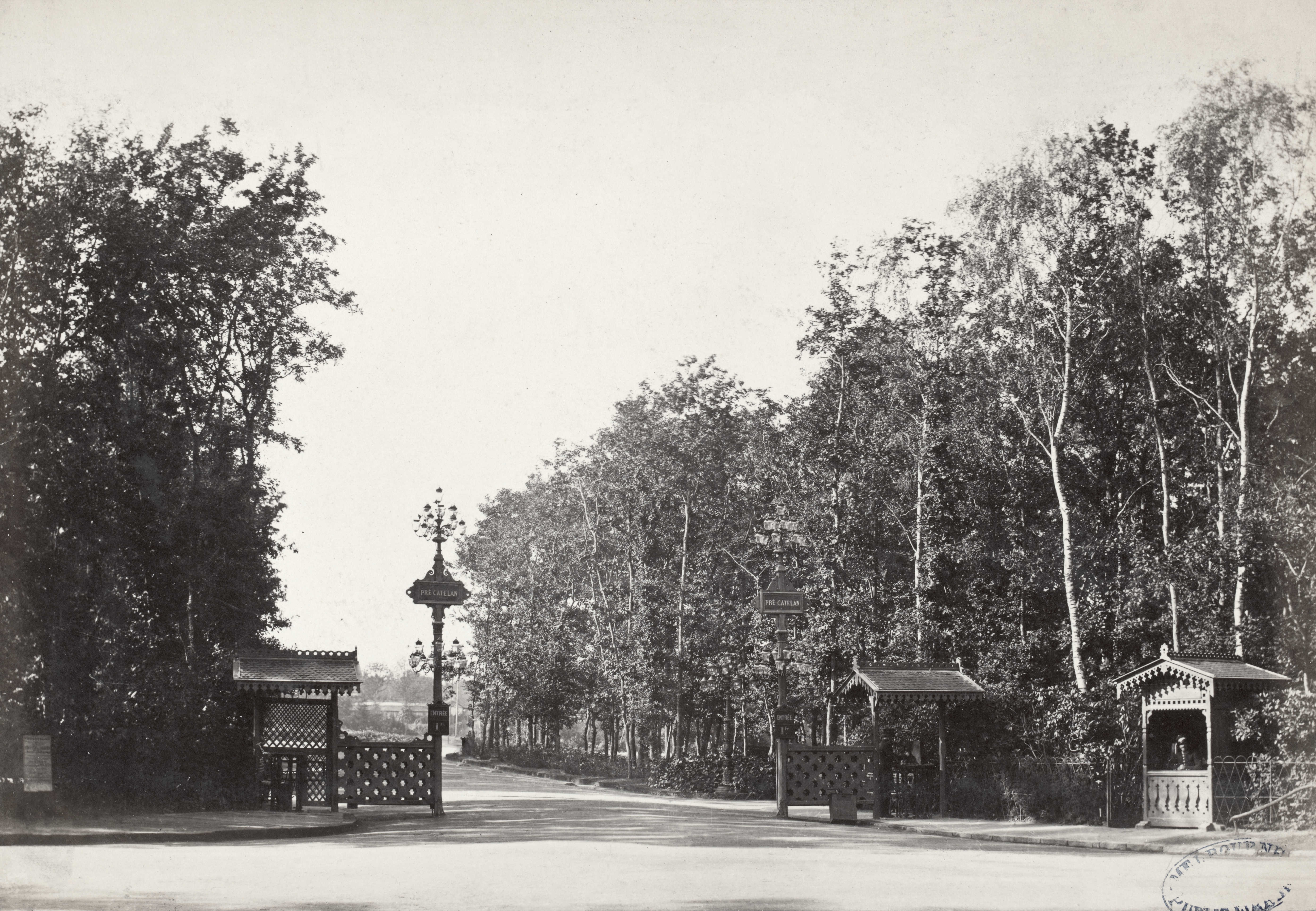
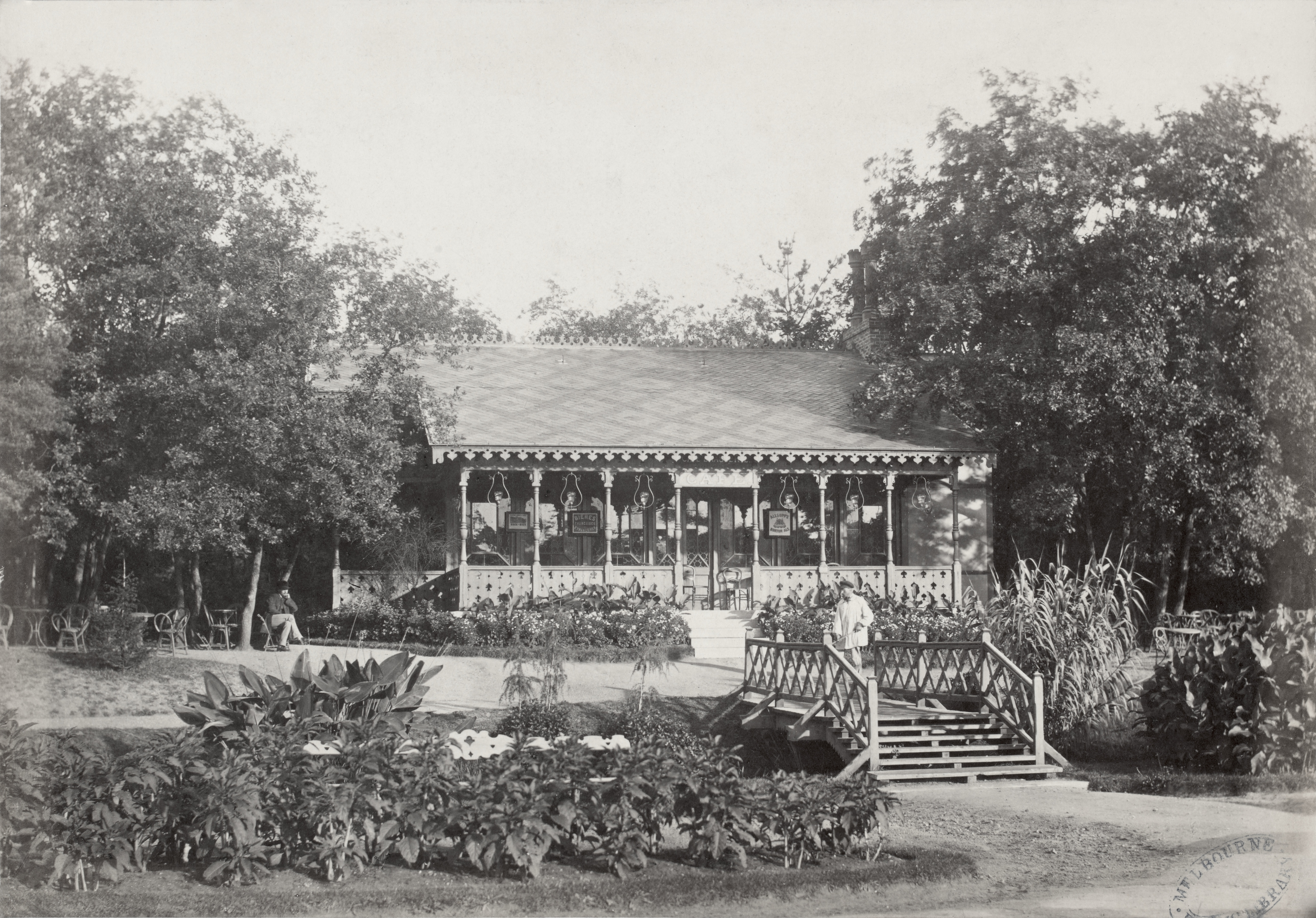
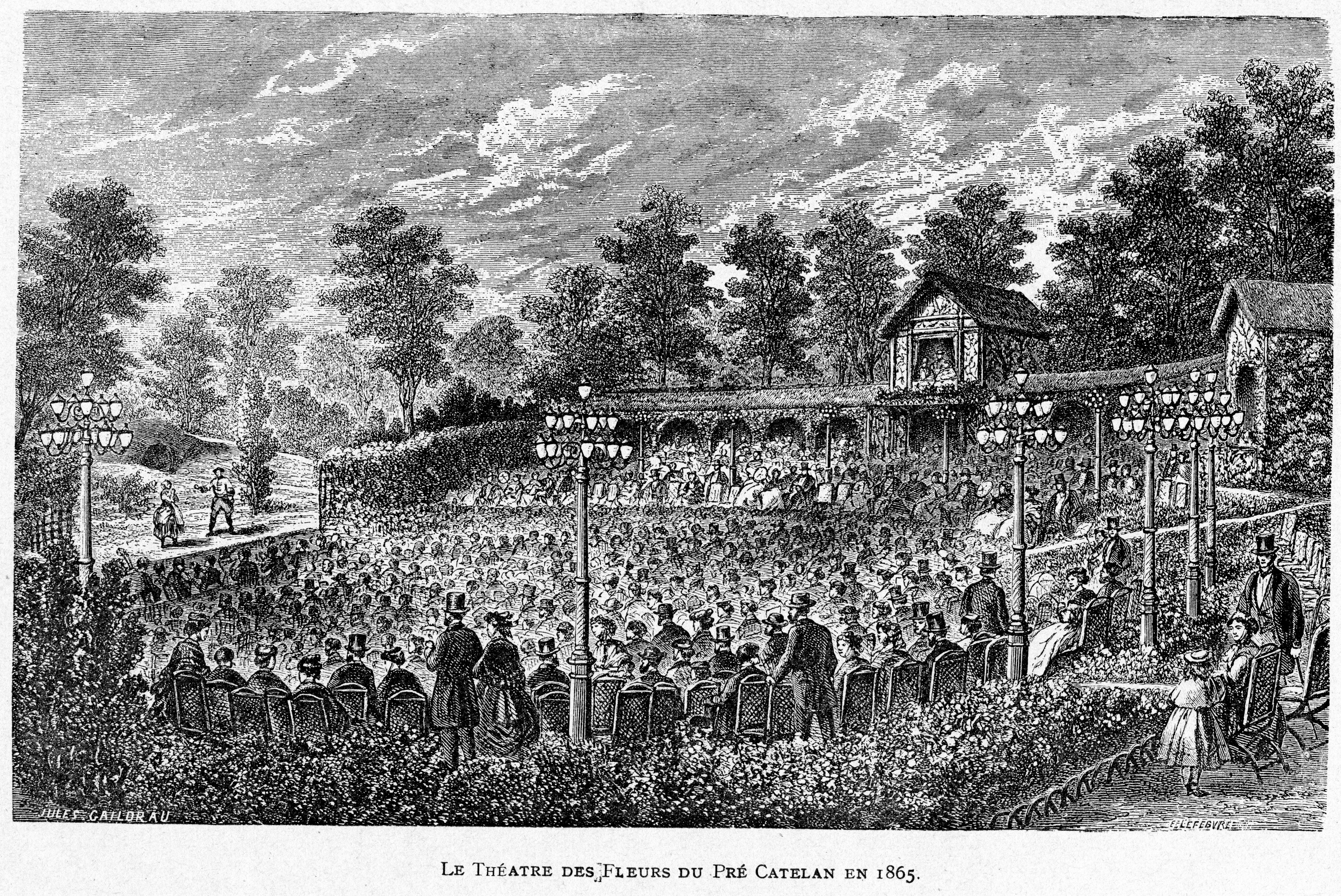

En 1857 est édifié près de la croix le chalet de la Croix Catelan, renommé ensuite Relais du bois. Il comprenait une buvette et un bureau de tabac pour les promeneurs du jardin. Ce lieu de restauration est de nos jours désaffecté. En 1886 est créé à proximité le site sportif de la Croix-Catelan et en 1905 le restaurant Le Pré Catelan.
En 1911, un nouvel espace consacré au spectacle vivant est inauguré dans le parc, à proximité de La Villa Bengali, le théâtre de Verdure du Pré-Catelan, un théâtre d'été, en plein air, dirigé par Francis Robin, ancien directeur du théâtre de la Tour Eiffel et fondateur du théâtre Le Tréteau Royal, et où sont notamment présentées les premières pièces de Louis Delluc,.
En 1953 est inauguré le Théâtre de verdure du jardin Shakespeare, à la place de l'ancien Théâtre des fleurs. Il est constitué de petits jardins thématiques faisant référence à cinq pièces du dramaturge anglais,, notamment via un choix de végétaux liés à son œuvre (roses, ifs, etc.). Chaque été, des pièces y sont jouées en plein air. 

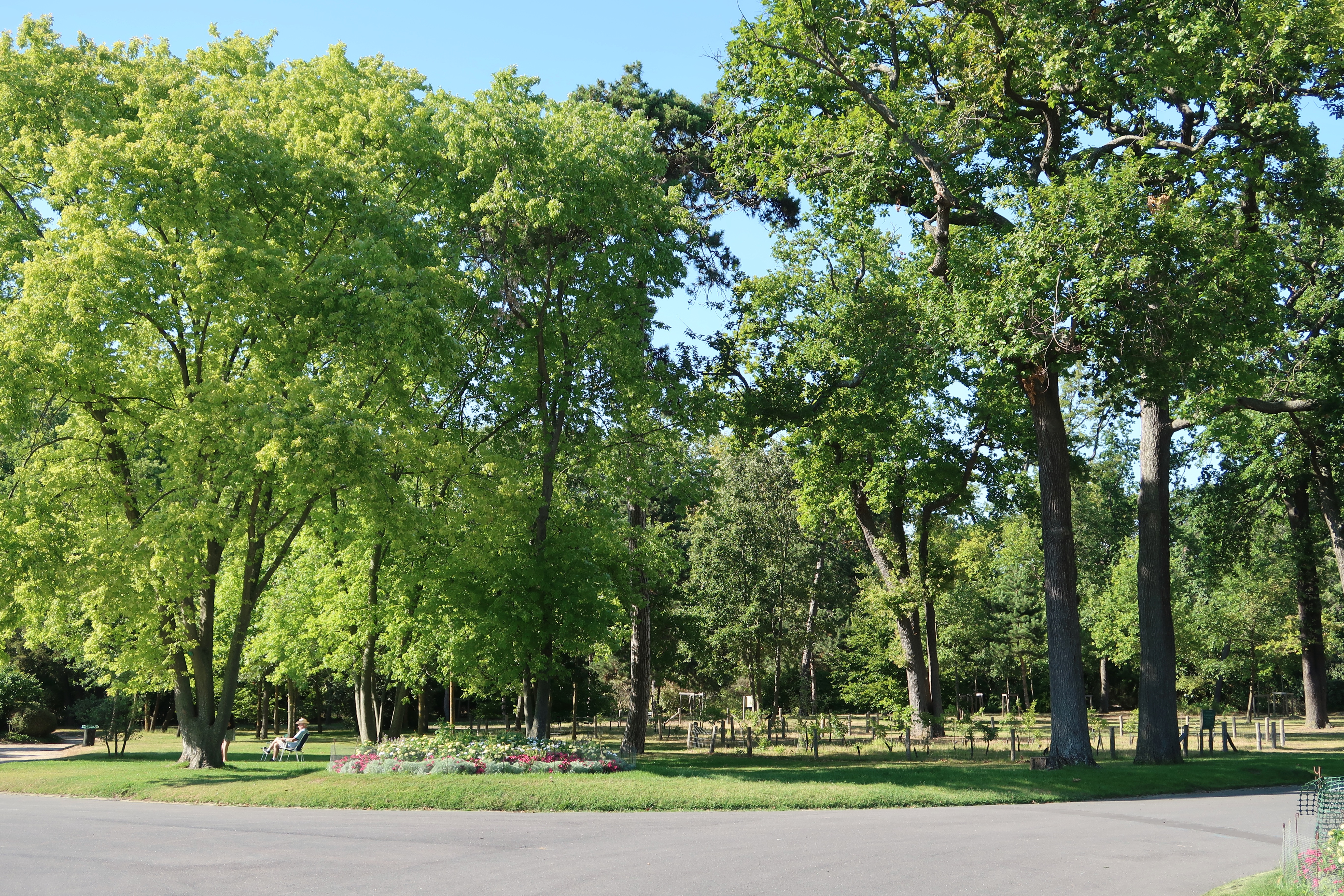
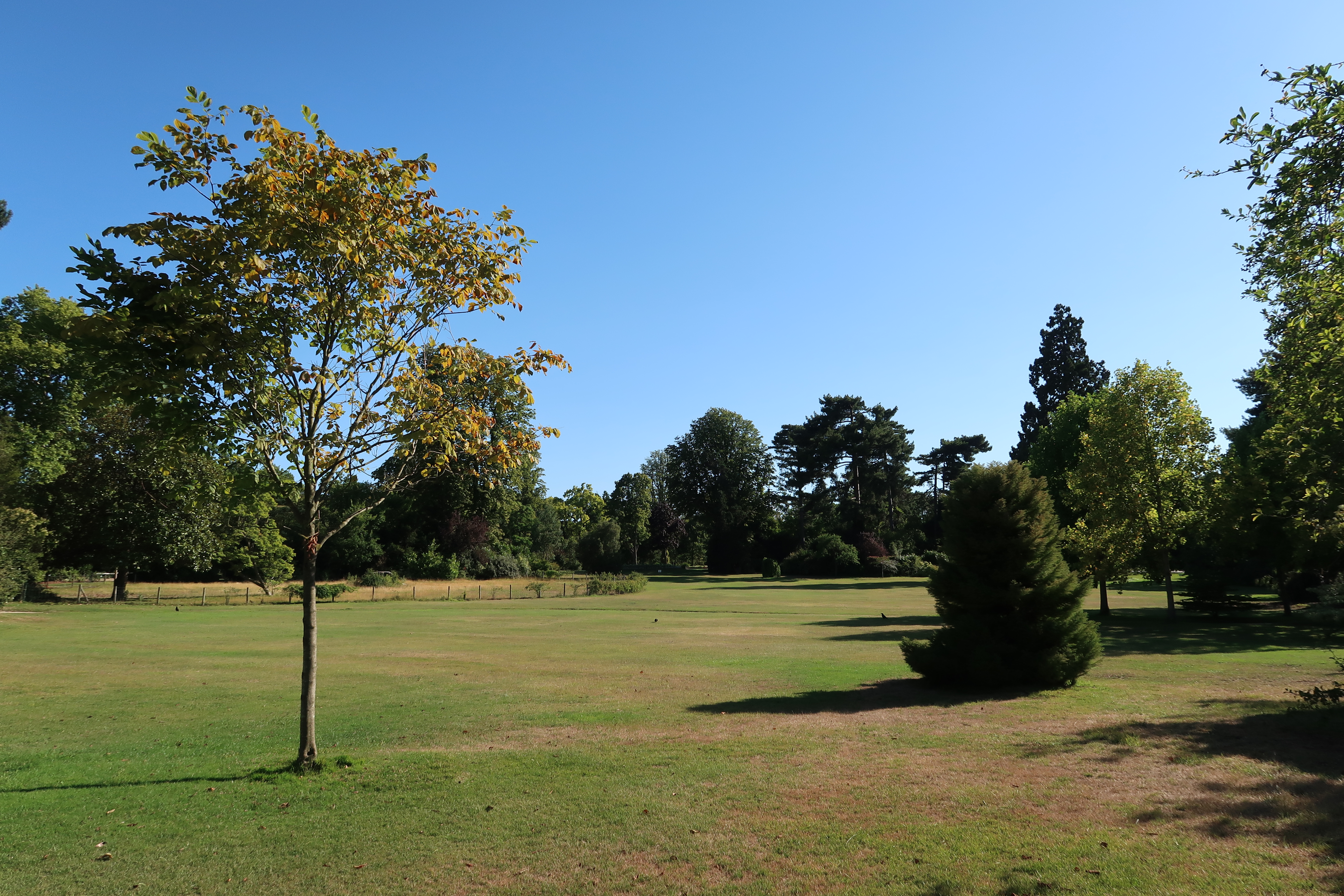
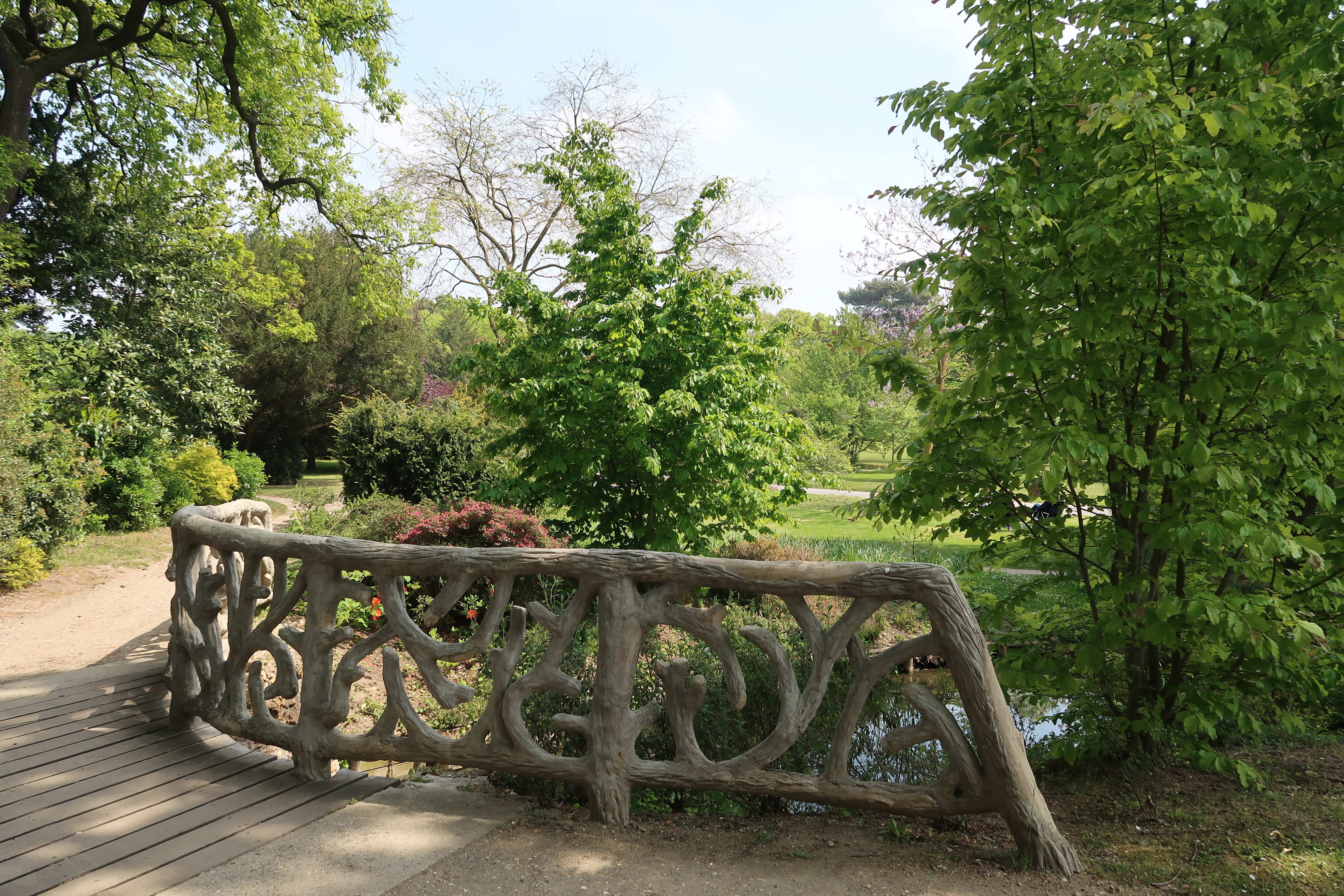
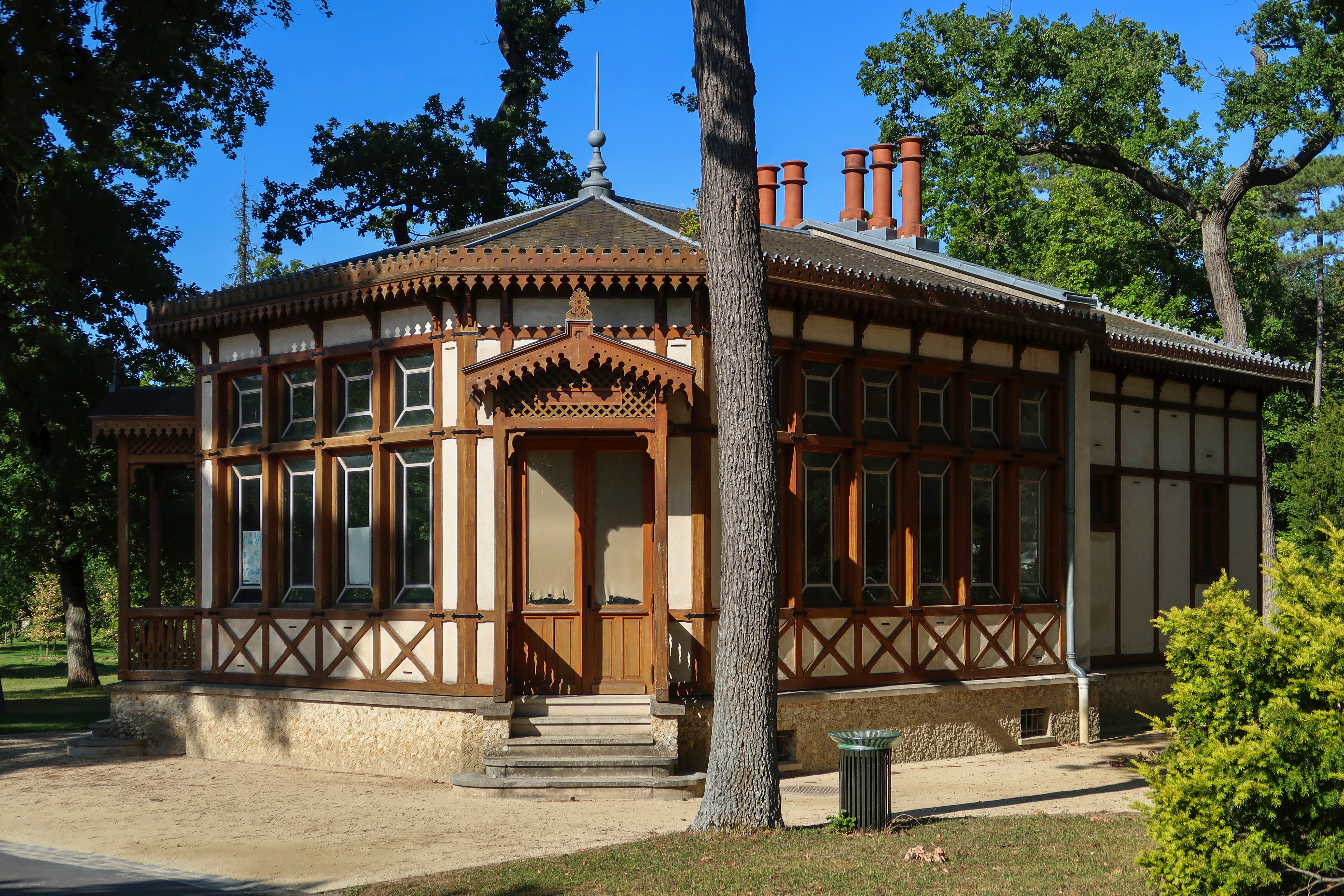
Pavillon.

## Arbres
Parmi les arbres du jardin, on compte un araucaria du Chili, un hêtre pourpre âgé de 200 ans, un magnolia grandiflora ou encore un séquoia planté en 1872.

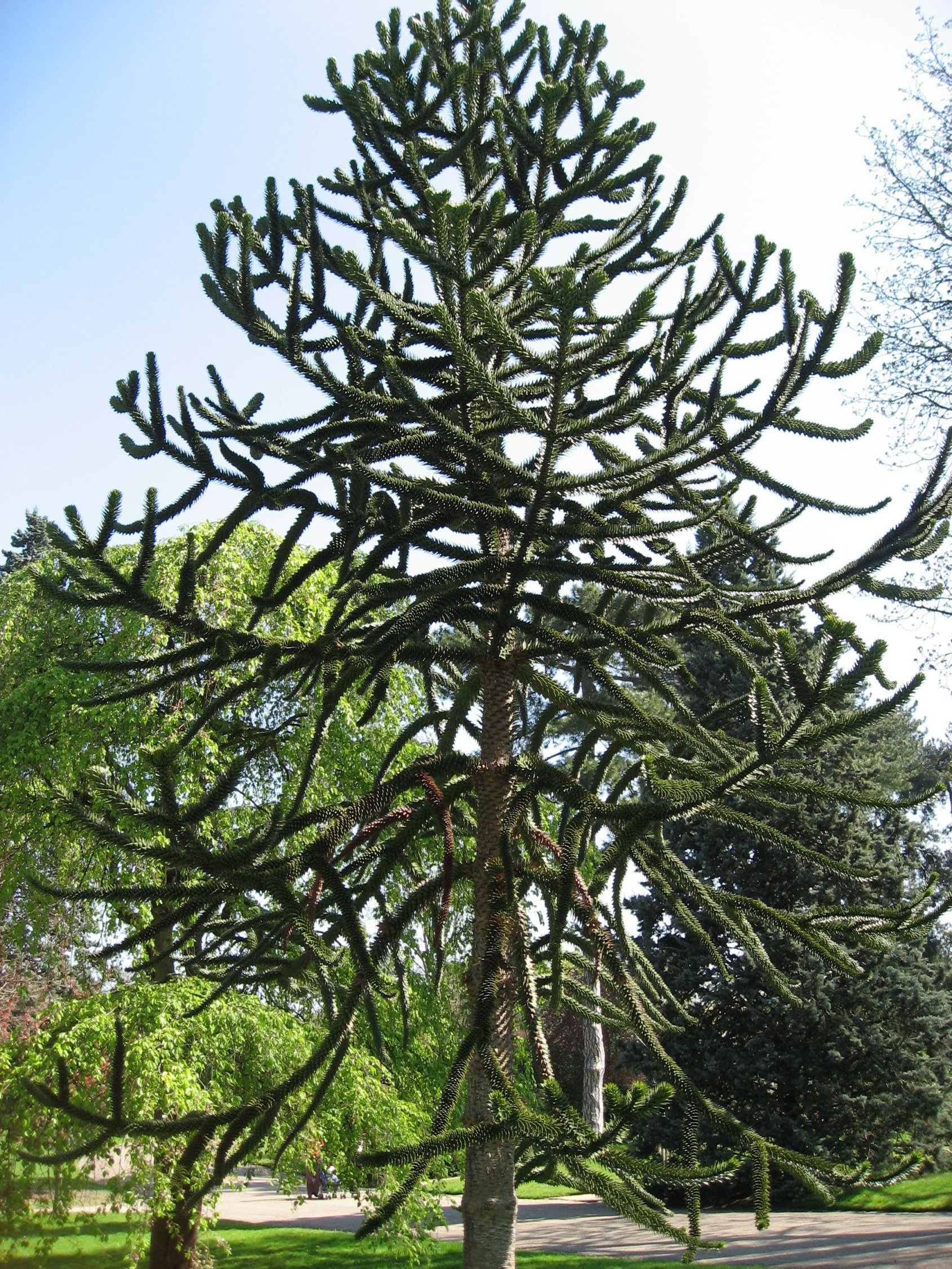
Araucaria du Chili (Araucaria araucana).
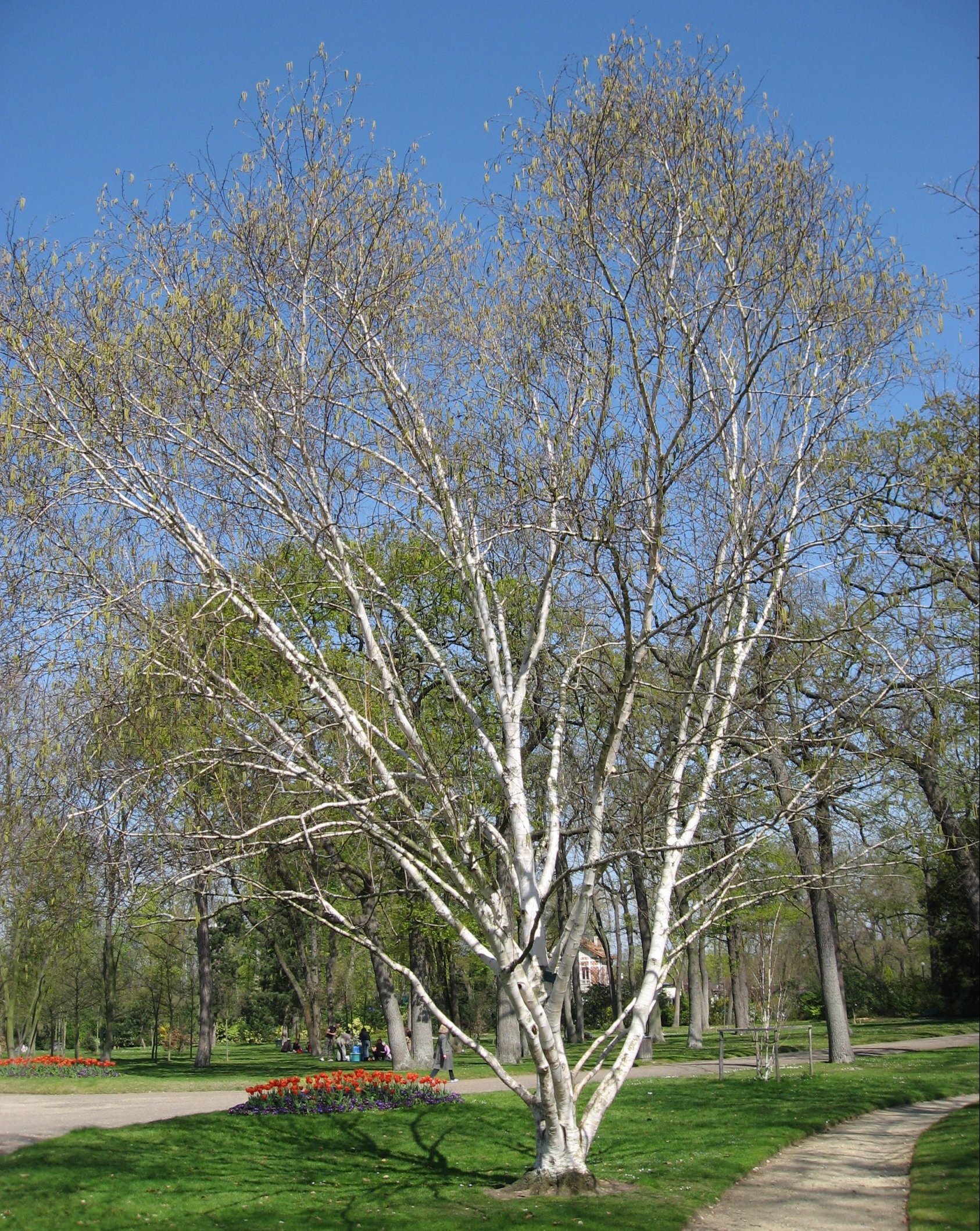
Bouleau de l'Himalaya (Betula utilis).

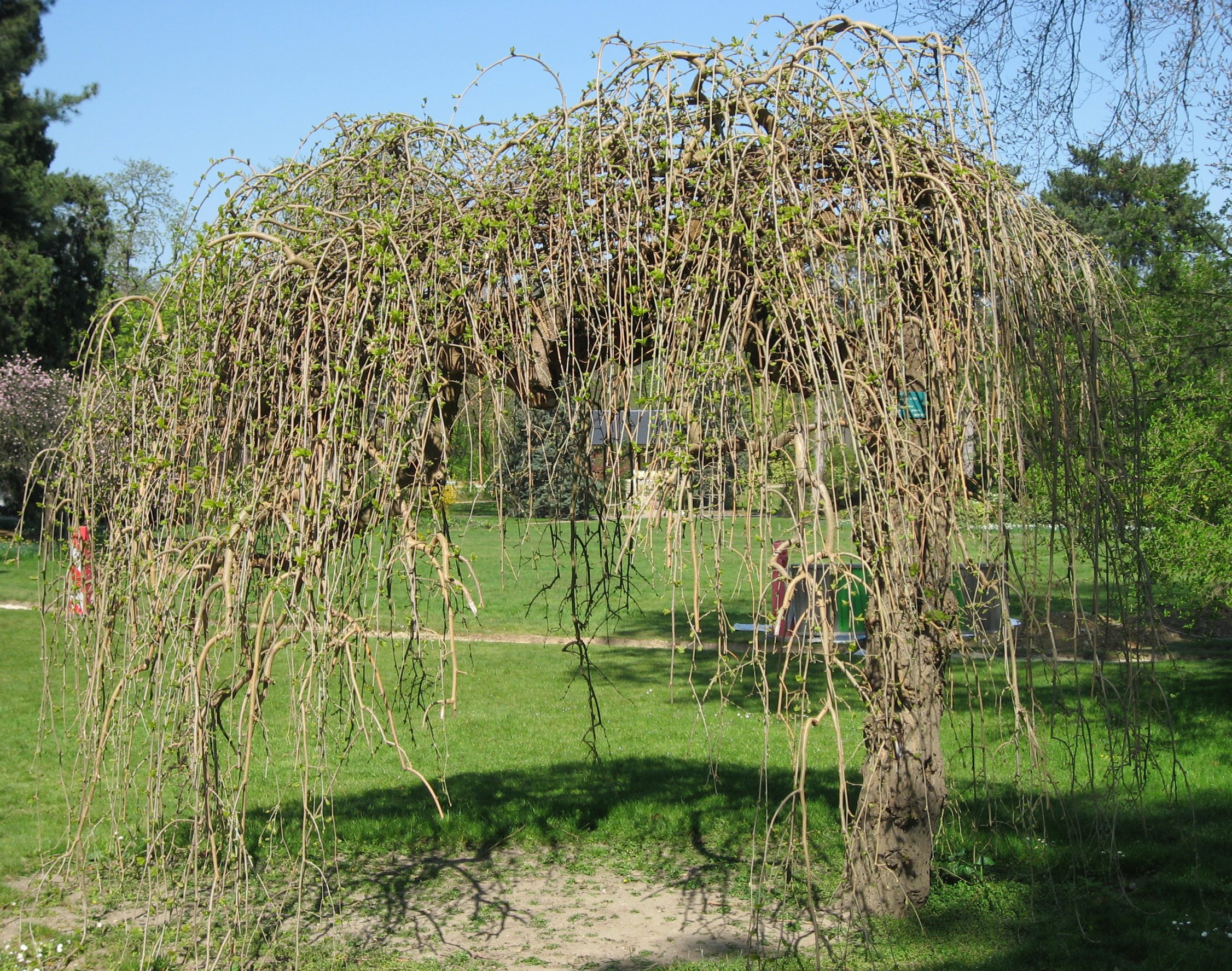
Mûrier blanc (Morus alba).
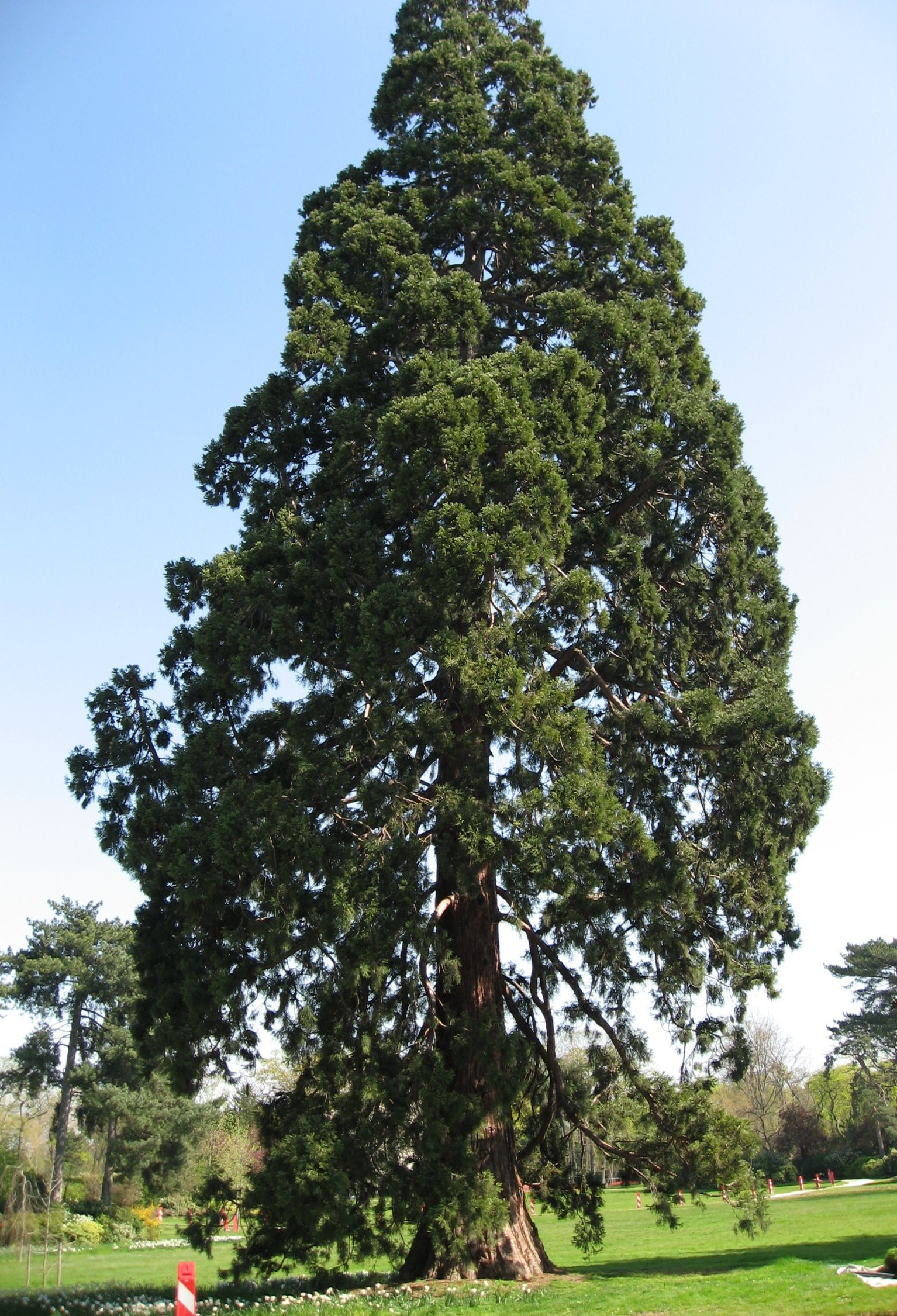
Séquoia géant (Sequoiadendron giganteum).
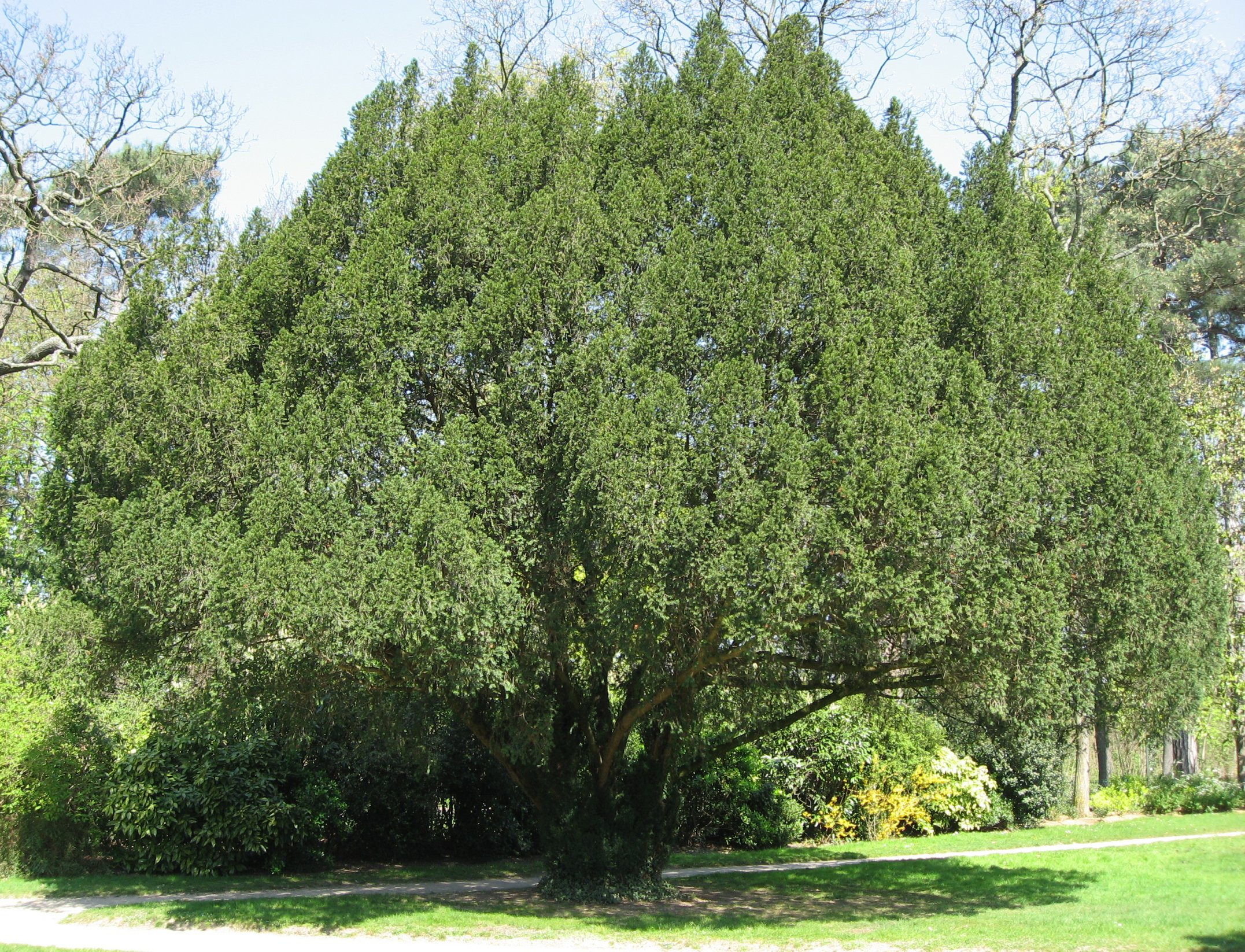
If commun (Taxus baccata).

## Accès
Le jardin est desservi par la ligne 2 à la station Porte Dauphine.

## Postérité
Aménagé entre 1850 et 1870, selon les sources, le jardin du Pré-Catelan d'Illiers-Combray (Eure-et-Loir) est un jardin d'agrément créé par Jules Amiot, oncle paternel par alliance de l'écrivain Marcel Proust, en référence au jardin du Pré-Catelan du bois de Boulogne. Le site est classé depuis 1946, protégé au titre de monument historique en 1999 et mentionné à l'inventaire général du patrimoine culturel en 2002.